# Jibert
Jibert (in ungherese Zsiberk, in tedesco Seiburg) è un comune della Romania di 2455 abitanti, ubicato nel distretto di Brașov, nella regione storica della Transilvania.
Il comune è formato dall'unione di 5 villaggi: Dacia, Grânari, Jibert, Lovnic, Văleni.

## Jibert
Villaggio sede del comune, si trova sulla strada da Șoarș a Rupea in una zona rurale di alto valore paesaggistico. L'attività economica principale è costituita dall'agricoltura (barbabietole da zucchero, foraggio, ortaggi e frutta) e dalla zootecnia, tuttavia sono fiorenti anche l'attività artigianali, come la sartoria, e l'industria del legno. La chiesa ortodossa di San Nicola risale al 1980. Chiesa evangelica (nella foto).

## Dacia
Citata in documenti del 1309 è un grosso borgo rurale ad est del capoluogo sulla strada per Rupea. Fino al 1931 si chiamò Ștena poi cambiato dalle autorità rumene in Dacia. La chiesa fortificata fu costruita nel XIII secolo un forme romaniche a 3 navate. Nel XV secolo venne modificata e fortificata con un recinto a pianta quadrata con un muro alto 6-8 metri, realizzato in pietra di fiume. Nei tre degli angoli sorgono le torri di difesa e a nord un bastione. Nel 1845 la chiesa fu ampliata ad ovest e fu costruito il campanile. L'interno della chiesa di stile classico conserva l'altare eretto nel 1815, opera dello scultore Michael Wolf di Sighișoara e dipinto nel 1835 da Josef Lob di Vienna. I banchi gotici, conservati nel coro, sono datati 1526.  Vi sono due chiese ortodosse una dedicata alla SS TRinità del 1910 e l'altra intitolata a San Nicola del 1980.

## Grânari
Il villaggio di Grânari, attualmente abitato principalmente dalla popolazione ungherese, fu menzionato per la prima volta nel 1289 col nome di Muhy. L'attuale chiesa ortodossa era originariamente la vecchia scuola, trasformata nel 1925.
Dal 2013 sono in atto lavori di restauro della chiesa di legno dedicata alla Pia Paraschiva situata fuori dal centro abitato. La chiesa, edificata dalla comunità rumena nel 1695, fu poi dedicata al rito greco-cattolico (1712) e quindi abbandonata.

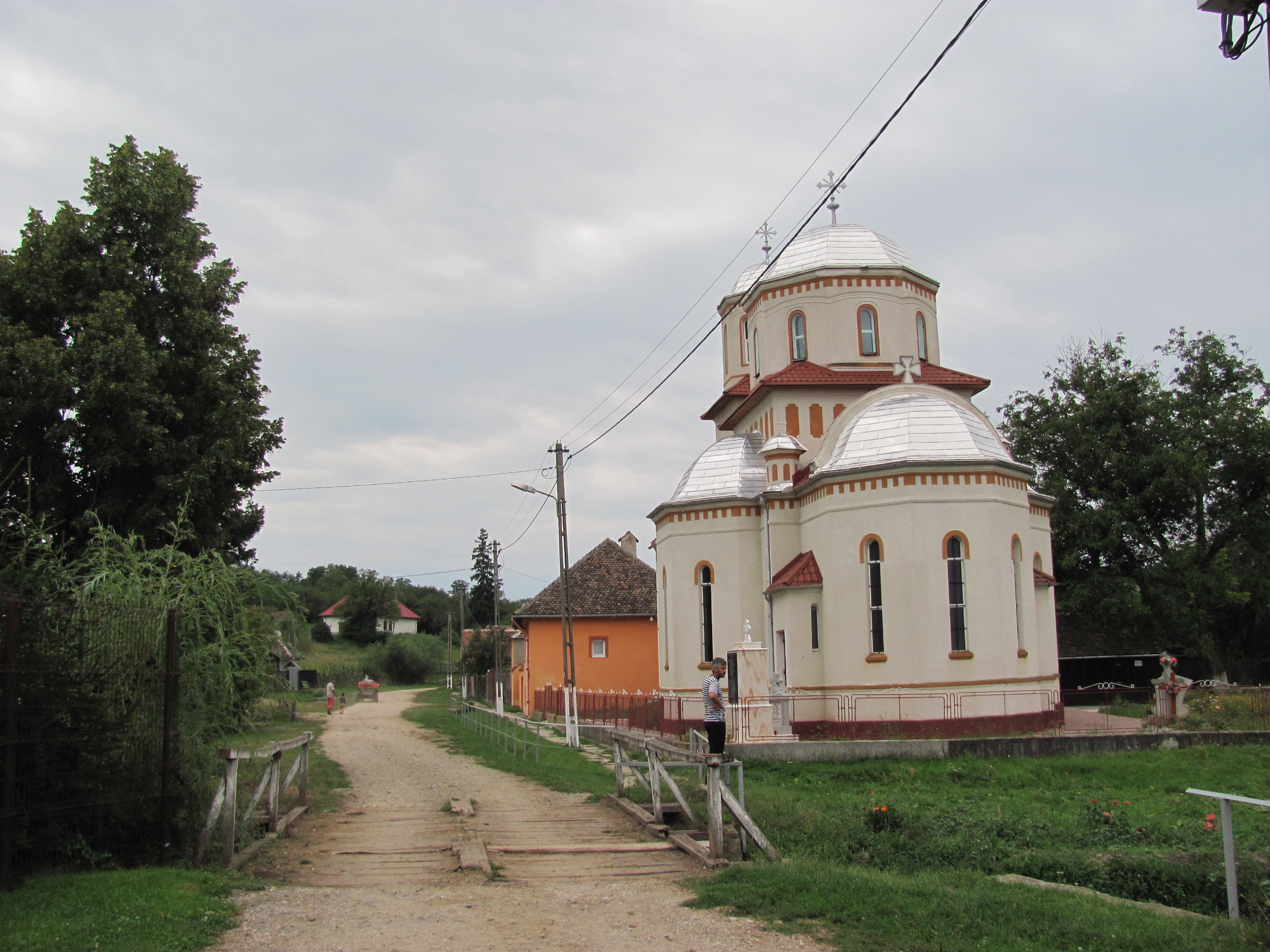
Chiesa ortodossa di Valeni

## Văleni
Piccolo villaggio sulla strada da Șoarș a Jibert, sede comunale. Possiede due chiese: la chiesa ortodossa di San Nicola di stile bizantino e la Chiesa calvinista risalente al 1645.

## Lovnic

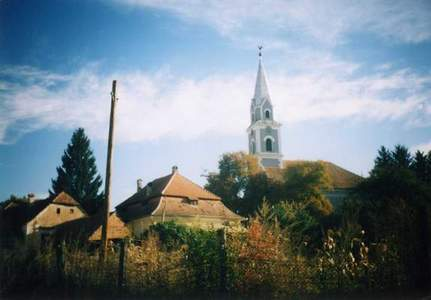
Veduta di Lovnic

La prima menzione della località risle all'alto medioevo quando le popolazioni sleve lo chiamarono Lovunicu, cioè zona di caccia. Nel 1206 è indicata con il nome latino villa Lewenech. La nuova chiesa ad aula, con abside poligonale, fu completata nel 1886, sul sito di un'antica chiesa fortificata, dedicata a S. Martin, demolita nel 1884, insieme al muro di cinta. L'interno fu affrescato nel 1967 e le contemporaneamente fu sostituita la copertura della torre ora in lamiera. Altri lavori di restauro furono eseguiti nel 1981.  Lovnic è stata abitata per secoli principalmente da Sassoni ora emigrati quasi completamente in Germania.